# Jan Godlewski (fizyk)
Jan Godlewski (ur. 11 września 1945 w Wagach) – polski profesor, fizyk. 

## Życiorys
Studia z fizyki ukończył w 1968 roku w Wyższej Szkole Pedagogicznej w Gdańsku. W 1976 roku uzyskał na Politechnice Gdańskiej tytuł doktora, a w 1986 w Instytucie Fizyki PAN w Warszawie obronił rozprawę habilitacyjną. W 1996 roku uzyskał tytuł profesora.
W latach 2002–2008 pełnił funkcję dziekana Wydziału Fizyki Technicznej i Matematyki Stosowanej Politechniki Gdańskiej, a w latach 2008–2012 pełnił funkcję prorektora ds. infrastruktury i organizacji Politechniki Gdańskiej. Jego zainteresowania naukowe dotyczą własności optyczno-elektrycznych molekularnego ciała stałego.

## Odznaczenia
- Krzyż Kawalerski Orderu Odrodzenia Polski (2002)[3]